# Epirama
Epirama är ett släkte av insekter. Epirama ingår i familjen vedstritar.
Kladogram enligt Catalogue of Life:
| Epirama | \| \| Epirama conspergata \| \| \| \| \| \| Epirama francescoides \| \| \| \| \| \| Epirama mirpurensis \| \| \| \| |
|         | \| \| Epirama conspergata \| \| \| \| \| \| Epirama francescoides \| \| \| \| \| \| Epirama mirpurensis \| \| \| \| |
|         | Epirama conspergata                                                                                                 |
|         | |
|         | Epirama francescoides                                                                                               |
|         | |
|         | Epirama mirpurensis                                                                                                 |
|         | |